# Vodni (Stàvropol)
|  | Per a altres significats, vegeu «Vodni». |

Vodni (en rus: Водный) és un poble (un possiólok) del krai de Stàvropol, a Rússia, que en el cens del 2010 tenia 359 habitants. Pertany al districte rural de Dívnoie.